# 盧加路
梅恩爾·梅安拿·盧加路（Muenyi Muana Lukalu，1974年5月18日—），生於剛果民主共和國，剛果足球運動員，司職後衛，現時是足球教練。

## 球員生涯
盧加路生於剛果民主共和國，曾效力德班明星，於2008年到香港發展加盟香港甲組足球聯賽球會四海，於2009年9月由四海轉會加盟香港甲組足球聯賽升班馬大中，在2010/11年度球季更擔任大中隊長，不過自從3月31日足總盃對天水圍飛馬後便未有再獲派上陣，2011年加盟愉園於乙組作賽。 

## 外部連結
- 香港足球總會網頁球員註冊資料 （页面存档备份，存于）
- 愉園足球隊球員資料